# Alberto Mariotti
Alberto Jorge Mariotti (23 agosto 1935) è un ex calciatore argentino, di ruolo difensore.

## Carriera
Ha preso parte ai Mondiali 1962 con la Nazionale argentina.